# El mariner que va caure en desgràcia del mar
El mariner que va caure en desgràcia del mar (títol original en anglès: The Sailor Who Fell from Grace with the Sea) és una pel·lícula britànica dirigida per Lewis John Carlino, el 1976. Ha estat doblada al català.

## Argument
En un poble costaner del Sud d'Anglaterra viu Ann Osborne, una jove vídua que té un fill petit. Durant molts anys, la solitud i la falta d'amor ha sabut portar-les amb dignitat i no ha tingut relacions amb cap home.

## Repartiment
- Sarah Miles: Anne Osborne
- Kris Kristofferson: Jim Cameron
- Jonathan Kahn: Jonathan Osborne
- Margo Cunningham: Mrs. Palmer
- Earl Rhodes: Cap
- Paul Tropea: Número Deux
- Gary Lock: Número Quatre
- Stephen Black: Número Cinq
- Peter Clapham: Richard Pettit
- Jennifer Tolman: Mary Ingram

## Nominacions
- Globus d'Or a la millor actriu dramàtica per Sarah Miles
- Globus d'Or a la revelació masculina de l'any per Jonathan Kahn